# ソード・ワールドRPGリプレイアンマント財宝編
ソード・ワールドRPGリプレイアンマント財宝編（ソード・ワールドアールピージーリプレイアンマントざいほうへん）は月刊ドラゴンマガジンに1996年8月号から1997年11月号まで連載された、ソード・ワールドRPGのリプレイ作品。リプレイ第5部とも称される。ゲームマスター (GM) は清松みゆき。イラストレーターは伊藤勢。
プレイヤーズ・キャラクター (PC) はカシス、ラーン、マイス、ミンクス、ルーイ、イーノの6人。風雲ミラルゴ編のPCのうち三人が継続した姉妹編であり、20世紀に単行本刊行された最後のソードワールドリプレイシリーズである。なお、月刊ドラゴンマガジンにおけるソードワールドリプレイの連載は本作の最終回である1997年11月号をもって一時中断することになる。

## 概要、特徴
第5部アンマント財宝編は「賢者の王国」オラン、パダを舞台として展開された。これまでのシリーズと比較すると、ダンジョン探索、宝探しの比率が高かった（ほぼ毎回、ダンジョンが登場した）ことが特徴である。キャンペーンの大目的もまた、宝探しであった。なお、最終目的である「アンマント財宝」は「山下財宝」のパロディである（山下→マウンテン・アンダー→アンダーマウンテン→アンマント）。秀逸なプレイングを評価されるプレイヤーの輩出、話題性のあるイラストなどに目を引く点があった。

## 登場人物

### 主人公パーティー
カシス
祖父トリスより盗賊の教えを受けついだ家出少年。彼がトリスから受け継いだ地図が本リプレイの肝となる。
盗賊としての技量は高いが多少世間知らずな面があり、うなずいているだけのマイスに嵌められてしまうという間抜けな一面も。なお、彼はパーティーの抱えている借金とは無縁である。
最後の迷宮の探索途上で事故により死亡（原因はダイスの目の偏り）。テレポートの魔法（スクロールを使用）で送り返され、蘇生するが、通常なら蘇生後一週間は絶対安静であるにもかかわらず、（混乱したGMのミスにより）翌日には復帰してしまった。
プレイヤーは女性であるが、少年らしい口調（一人称は「オレ」）で話す。これはGMによって補正が行われている為である（単行本収録のメイキング編を参照。他のプレイヤーのセリフも、読みやすくするために一人称や言い回しが各キャラごとに統一されている）。
イーノ
カシスの後見人でカシスのことを『ぼん』と呼ぶ。“盗賊の神”ガネードの神官にしてパーティーの知恵袋。イラストのせいもあって非常に怪しい印象を受けるが、実は意外に良識派である。彼もパーティーの抱えている借金とは無縁である。
最初の冒険で敵の暗黒魔法によって発狂させられ、全裸になって踊り始め、見たくないもの1号の称号を得る。なお当該シーンはイラスト化された。
ラーン
リプレイ第4部より引き続き登場。魔術師の家系に生まれたが、ファイター技能を伸ばし、順調にパーティの主戦力としての道を歩き始める。
仮面のフラビリスの正体の判定にボーナスをもらうものの失敗、情の薄い女という異名がついてしまった。この時のイラスト（ミンクス&マイスの団地のおばさま/情の薄い女）がGMの一番のお気に入りという事である。
得意技は野趣あふれる「男の手料理」。他のプレイヤー（主にカシスとイーノ）の悪ノリで、「鰹節が丸ごと一本入っている」などどんどん常識はずれなものと化してしまった。イラストでは、鍋から悪霊が生じているかのように描かれている。
なお、彼女のみリプレイ中で借金を完済している（未払い分を父親が肩代わりした）。
マイス
リプレイ第4部より引き続き登場。精霊使いのエルフ。うなずきエルフの異名を持ち「まったく、そうですね」が口癖（ただし、脅迫されて「そうじゃないですね」と言い直したことも）。
うなずくばかりで自己主張しない性格のせいかリーダー役を押し付けられているが、カシスやイーノなどは実力でリーダーに納まっていると思っている。ただし、ここぞと言う場面では精霊魔法を決め、また彼が発言すると他の者は不思議と従う傾向があり、あながち誤解とも言い切れない。普段とはまるで異なる毅然とした美形に変貌したイラストも描かれた。
ミンクス
リプレイ第4部より引き続き登場。女ドワーフ。
戦士ではあるものの、回避率でラーンに大きく水をあけられている。第4部ラストで死亡しており、クレア・バーンロードのコネで蘇生するものの、蘇生費用・48万ガメルという膨大な借金を抱えることに（借金先は第4部のPCであるステラ・ベルローズの実家ベルローズ商会）。「罠ははまって踏み潰す」「案ずるより戦うが易し」などの「ミンクス理論」を持つ（その為、彼女の提案はまともに考慮されない事が多い）が、多大な金額を背負い込んでしまったためか、多少慎重になっているようだ（元々プレイヤーは本気で言っているわけではなく、他のPCに制止してもらう事を前提に発言している）。
なお彼女ら3人は多大な借金のせいで「トリオ・ザ・住専」の異名をつけられてしまう。
ルーイ
ベルローズ商会より派遣されてきた監視役の魔術師。
3人（ラーン・マイス・ミンクス）が借金を返済できなかった場合、彼が被る事になっており、監視に留まらず必死で協力する。
ちなみに潜入捜査の為「シェイプ・チェンジ」の呪文で少女に変身した際、そのまま戦闘に突入し、変身を解除してしまったため、フリフリの少女服を着た（ウエスト細いのでスカートは大丈夫、と主張）腹筋の割れた成人男性が出来上がり、「見たくないもの2号」の称号を得る。1号同様イラスト化されている。

### 協力者、関係者
トリス
カシスの祖父。病床の彼がカシスに託した地図が全ての発端であったはずだが、実は孫をひとり立ちさせる為の狂言。ただし、カシス本人以外にはバレバレであった。
かつては後述のクリン、ムーヴァ・リットンと同じパーティーで冒険をしていた。名高い高レベルシーフ（能力値オール14の7レベルシーフ）だが、戦闘に参加する際は、恐怖の「ぎっくり腰チェック」が必要となる。
ラーンパパ
ラーンの父。オラン賢者の学院の導師。娘の事となると見境がなく、逆上してイーノを危うく絞め殺しかけたことも。成人男性であるイーノを吊り下げるなど魔術師にあるまじき筋力の持ち主であり、ラーンの有り余る筋力はこの父に似たものであるらしい。
ラーンに残っていた数万ガメルの借金を「可愛い娘のためなら、このぐらいどうということはない」と一括返済しており、社会的な地位・収入は相当なものであることが窺える。
ラーンママ
ラーンの母。ラーン出奔後、心労から倒れて床に就いているが、ラーンの「看病」に耐え抜いた事からみて、元はかなり丈夫で健康であると思われる。
クリン
トリスの仲間の魔術師。70歳であり、現在はゼムという村に隠棲中。歳を取ったことでボケ老人となってしまい、魔法を使うことはおろか、脈絡のある話をすることもできない。
後に何者かに惨殺されてしまう。遺品からもかなりの高レベルであったことが窺える。
ローン
イーノの父。故人。ある陰謀によって破産させられてしまう。
仮面のフラビリス
新参のパダ盗賊ギルドの幹部。出世のためにムーヴァを潰そうとする。顔に傷があると証して常にデスマスクを被っている。正体は第4部（風雲ミラルゴ編）にも登場したある人物 であり、プレイヤーは正体に気付いたもののキャラクターは判定に失敗した。この失敗はイラスト化され、GM清松は第3部の「ずんぱらさ」と並んでこのイラストを好きなイラストに挙げている。
鼠
パダ盗賊ギルドの幹部。「鼠」はパダのギルドでは一般的な偽名とされており、第3部に登場した人物と同一人物かは不明。
ムーヴァ・リットン
戦士系の元冒険者で、現在はいくつもの店を経営するパダの有力者。50代前半でありながら若々しい姿を保ち、「30代でも充分通用する」ほどの美貌・セクシーさを持つ。同性愛傾向があるようで、女性でありながら美少女が好み。ファラリス教団ともつながりがある。アンマント財宝を巡ってPCたちと争うが、マジックアイテム発動の合言葉を封じられた事で思わぬ最期を遂げる。しかし、事態は思いがけない方向へと転がるのであった。

## 註
1. ↑  口から泡を吹き、趣味の悪いトランクスをほとんど脱ぎかけているシーンが墨流し模様を背景に描写されている。
2. ↑  このときプレイヤーが口にした名称「仮面のエース」は半ば公式の物と化し、後年のJGC2006内イベント「ソードワールドトークショー」で『ソードRPGツアー 墜ちた都市』について清松が語った際一般参加者から「仮面のエース」とコールされ、清松も澱みなく「仮面のエースちょろっと出てきます」と返している。